# L'Arme à l'œil (film, 1981)
Pour plus de détails, voir Fiche technique et Distribution.
L'Arme à l'œil (Eye of the Needle) est un film britannique réalisé par Richard Marquand en 1981.
Il s'agit de l'adaptation du roman de Ken Follett, L'Arme à l'œil, publié en 1978.

## Synopsis
Angleterre, 1940. Un homme se faisant appeler Henry Faber est en fait un espion allemand infiltré dont le surnom est « l'aiguille », en référence à son instrument préféré d'assassinat, un stylet. C'est un tueur froid et calculateur, concentré sur sa seule mission. Il tue l'hôtesse de la maison d'hôtes, qui l'a surpris avec son poste de radio. Les services secrets anglais tentent désespérément de l'intercepter pendant quatre ans, sans succès.
En mai 1944, les Allemands hésitent quant aux objectifs du débarquement allié : dans le Pas-de-Calais ? Ou en Normandie ?  
Faber explore une base militaire d'où le débarquement allié est supposé partir pour le Pas-de-Calais ; il découvre que les avions sont factices. Il s'agit d'une manipulation pour abuser les Allemands quant au véritable endroit du débarquement. Il photographie les maquettes en bois et conserve la pellicule. Un sous-marin allemand, l'U-53, l'attend au large de l'Écosse pour regagner l'Allemagne afin d'informer personnellement Hitler de sa découverte cruciale. En chemin, il tue les hommes qu'il croise, dont un ancien pensionnaire de la maison d'hôte de 1940, qui l'a reconnu dans le train.
Dans sa tentative pour rejoindre le sous-marin, en pleine tempête, son bateau échoue sur la petite île des tempêtes (Storm Island), où vivent Lucy et son mari handicapé David, avec leur enfant, Jo. Hébergé par le couple, une liaison intense débute entre l'espion et l'épouse délaissée par son mari, alcoolique. Ce dernier découvre la mission d'espionnage de Faber. Au terme de leur lutte, Faber précipite David d'une falaise.
Faber retourne auprès de Lucy en prétextant que son mari a trop bu et qu'il les rejoindra plus tard. Lucy découvre le corps sans vie de son mari au pied de la falaise. Pour ne pas éveiller les soupçons, elle fait bonne figure devant l'espion. Elle s'enfuit dans la nuit pour se réfugier dans la maison du berger, qui dispose d'une radio. Elle lance un S.O.S. intercepté par les services secrets anglais qui envoient immédiatement des secours. Faber s'introduit dans la maison du berger. Très amoureux de Lucy, il renonce à la tuer. Il contacte le sous-marin qui l'attend au large de l'île.
Alors qu'il s'apprête à partir en barque pour rejoindre le sous-marin, Lucy lui tire dessus à plusieurs reprises et le tue. Les secours arrivent.

## Fiche technique
- Titre original : Eye of the Needle
- Titre français : L'Arme à l'œil
- Réalisateur : Richard Marquand
- Producteur : Stephen J. Friedman
- Scénariste : Stanley Mann, d'après le roman L'Arme à l'œil de Ken Follett
- Directeur de la photographie : Alan Hume
- Compositeur : Miklós Rózsa
- Directeur artistique : Wilfred Shingleton
- Société de production : Kings Road Productions
- Société de distribution : United Artists
- Format :  Couleur - 1,85:1 - 35 mm - Son mono
- Pays d'origine : Royaume-Uni
- Genre : Thriller, film de guerre
- Durée : 112 minutes
- Date de sortie :
  -  États-Unis : 24 juillet 1981
  -  France : 2 septembre 1981
- Affiche : Jouineau Bourduge (France)

## Distribution
- Donald Sutherland (VF : Bernard Woringer) : Faber
- Kate Nelligan (VF : Martine Messager) : Lucy
- Stephen MacKenna (VF : Jacques Richard) : le lieutenant
- Philip Martin Brown : Billy Parkin
- Christopher Cazenove (VF : Jean Barney) : David
- George Belbin : le père de Lucy
- Faith Brook : la mère de Lucy
- Barbara Graley : la mère de David
- Ian Bannen (VF : Marc Cassot) : l'inspecteur Godliman
- Don Fellows : le colonel américain
- George Lee
- Bill Nighy